# Římské občanství
Římské občanství byl privilegovaný status, zajišťující svobodným obyvatelům starověkého Říma soubor určitých práv a povinností. Je poměrně obtížné uvést zevšeobecňující definici římského občanství, neboť rozsah oprávnění a povinností v něm obsažených, stejně jako možnosti jeho dosažení se v průběhu římských dějin často měnily v důsledku legislativní činnosti.

## Struktura společnosti

Tóga byla charakteristickým oděvem římských občanů. Ostatním bylo její nošení zakázáno.

V dobách římské republiky a v počátcích římského císařství byli lidé žijící na území římského státu členěni do několika rozličných společenských tříd a skupin:
- Otroci (servi) byli pokládáni za součást majetku svého pána (dominus). Jejich sociální status jim zajišťoval jen minimum práv. Z pouhého rozmaru svého vlastníka proto mohli být prodáni, mučeni, zmrzačeni či znásilněni. Dokonce i zabití otroka bylo až do 2. století n. l. považováno spíše za újmu na majetku než za kriminální čin proti lidské bytosti. Navzdory tomu byla osvobozenému otroku, propuštěnci (liberti), udělována jistá forma neúplného občanského práva. Skutečnost, že takto propuštěné osoby nabyly římské občanství, byla výjimečným rysem římského práva.

- Cizinci (peregrini) byli svobodní lidé žijící na území dobytém Římany, kteří nedisponovali římským občanstvím[1], případně občané klientských států či římských spojenců (socii resp. foederati). Obvykle jim byla udělována omezená forma římského občanství, jako bylo například latinské právo (jeho nositelé ovšem nebyli považováni za cizince). V podstatě se jednalo o občanství druhé kategorie, které zahrnovalo pouze některá římským občanům příslušející oprávnění, především soukromoprávního charakteru. Jeho držitelé proto nesměli sloužit v římských legiích, účastnit se voleb v Římě a povýšit do jezdeckého či senátorského stavu.

- Ženy jakožto společenská třída stály poněkud stranou. Jejich právní postavení v římské společnosti se sice v průběhu staletí postupně měnilo, avšak nikdy jim nebyla poskytnuta všechna občanská práva. Nesměly se proto účastnit voleb, případně zastávat státní či veřejné úřady, třebaže disponovaly právem vlastnit majetek. Teoreticky byly ženy takřka úplně podřízeny moci svého patera familias, který v dobách republiky celkem běžně domlouval uzavření sňatku, jenž fungoval jako prostředek upevnění politických spojenectví. Pater familias dokonce mohl svou dceru přinutit i k rozvodu a poté k uzavření nového sňatku s jiným mužem. V mnoha právních záležitostech tedy ženám nenáleželo o moc více práv než otrokům.

- Římští občané se těšili řadě výsad, jež jim plynuly z jejich postavení. Nicméně i mezi nimi existovaly jisté odlišnosti v rámci členění na patricije a plebeje. Za jistých výjimečných okolností mohl být občan svého občanského práva zbaven.

## Způsoby nabytí občanství
Možnosti získání římského občanství:
- Římské občanství bylo automaticky uděleno každému dítěti narozenému v zákonném manželství mezi římskými občany (matrimonium).
- Propuštěným otrokům byla poskytována určitá forma římského občanství (postrádali ius honorum), ačkoliv v některých ohledech stále podléhali svým dřívějším vlastníkům, kteří vystupovali v roli patrona propuštěného otroka.
- Potomci propuštěných otroků se automaticky stávali plnoprávnými občany.
- Římští legionáři nesměli uzavírat zákonný sňatek (conubium) a jejich dětem bylo proto upíráno římské občanství a to až doby, kdy se legionáři po skončení vojenské služby oženili.
- Jednotlivci mohli obdržet občanství za své mimořádné služby ve prospěch římského státu.
- Římské občanství bylo možné si opatřit i koupí, třebaže cena za ně byla vysoká.
- Vojáci pomocných sborů (auxilia) byli po skončení vojenské služby často odměňováni udělením římského občanství. Jejich děti se rovněž stávaly římskými občany a směly tedy sloužit v legiích.
- Postupem času Římané udělovali občanství obyvatelům celých provincií. V roce 212 pak bylo římské občanství ediktem Constitutio Antoniniana poskytnuto všem obyvatelům římské říše.

## Práva a povinnosti
Seznam soukromých a veřejných práv se během let různě měnil, následuje pouze výčet nejdůležitějších:
- Právo hlasovat v lidových shromážděních (ius suffragii), které však existovalo pouze za republiky.
- Právo uzavírat legální smlouvy (ius commercii).
- Právo vstupovat do zákonného manželství (ius conubii).
- Právo zastávat veřejné úřady (ius honorum), od dob císařství se ale vztahovalo jen na senátory a jezdce.
- Právo konat auspicia a zastávat kněžské úřady (ius sacrorum).
- Právo obracet se na soud (ius legis actionum).
- Právo odvolat se k lidu (ius provocationis).
- Právo hájit se před řádným soudem.
- Právo nebýt vystaven mučení či bičování.
- Právo být vyjmut z placení některých daní.

Římští občané nemohli být odsouzeni k trestu smrti, ledaže by byli uznáni vinnými z velezrady (perduellio). Pokud byl římský občan obviněn z tohoto zločinu, měl právo být předveden před soud v Římě. Avšak, i když byl shledán vinným, nesměl být usmrcen na kříži. (Takže, ačkoliv byli svatý Pavel i svatý Petr odsouzeni za tentýž delikt, tresty, jež podstoupili, byly odlišné. svatý Pavel byl setnut, zatímco svatý Petr byl jako Neříman ukřižován.)
Nositel římského občanství byl oprávněn a zároveň i zavázán ke konání vojenské služby v římských legiích. Nicméně v pozdějších dobách byly rekrutovány i osoby postrádající římské občanské právo. Římané měli rovněž povinnost platit stanovené daně a museli se dostavit ke sčítání lidu prováděnému censorem.

## Popření občanských práv
Všechna výše zmíněná práva byla ovšem leckdy jednoduše ignorována. Možná nejkřiklavější případ přehlížení těchto práv spadá do doby správcovství Gaia Verra na Sicílii. Ten byl zpraven o tom, že místní římští občané mají v úmyslu odcestovat do Říma a stěžovat si tam na Verrovo hrubé zneužívání pravomocí, jež se projevovalo uložením příliš vysokých daní a systematickým drancováním celé provincie. Nato Verres nařídil jejich vsazení do vězení. Když se pak tito občané dožadovali soudního řízení (v němž by se mohli odvolat do Říma), Verres jejich žádost zamítl a obvinil je z velezrady. Poté je nechal zmrskat a ukřižovat. Nebozí občané během vykonávání trestu vytrvale opakovali: „Jsem římský občan“, nikdo však nezasáhl na jejich obranu. Cicero později Verra za tyto jeho skutky předvolal před soud, avšak Verres se vyhnul spravedlnosti útěkem z Itálie.

## Občanství jako prostředek romanizace
Římské občanství bylo využíváno rovněž jako nástroj zahraniční politiky a kontroly dobytého území. Koloniím a spojencům byly leckdy udělovány různé formy okleštěného římského občanství, přičemž existovalo několik rozdílných druhů těchto občanství. Velkorysé rozdávání občanství spojencům a podrobeným nepřátelům se ukázalo být podstatným krokem v procesu romanizace. Tento počin byl jedním z nejefektivnějších politických prostředků a originální politickou myšlenkou, neboť představoval jednu ze základních příčin římského úspěchu. Příslib podílu na výhodách plynoucích z římského občanství přiměl poražené národy působit ku prospěchu římské moci a odradil je tak od usilování o svržení římské nadvlády. Neboli jak napsal anglický historik Edward Gibbon „Jejich ctižádost, místo aby rušila klid státu, se úzce družila k jeho bezpečí a velikosti.“ Díky tomu Římané dokázali zužitkovat svá velkolepá vojenská vítězství a založit světovládnou říši, čímž se odlišovali od Athén či Sparty.
Předchůdcem Římanů v uplatňování této politiky byl Alexandr Veliký, který usiloval o smísení Makedonců a Řeků s Peršany, Egypťany a Syřany, aby tak asimiloval národy poražené perské říše. Avšak po Alexandrově smrti se jeho nástupci odvrátili od této politiky. Myšlenka asimilace a odvrácení poražených nepřátel od nebezpečných povstání tak byla realizována až prostřednictvím rozšíření římského občanství. Místo aby vyčkávali nevyhnutelné vzpoury podmaněných kmenů a států jako třeba Sparta v případě heilótů, učinili Římané jimi dobytý svět skutečně římským.
Zásadní událostí při šíření římského občanství byla spojenecká válka v letech 90 až 88 př. n. l., v níž italští spojenci povstali proti Římu. Na jejím konci obdrželi občanství, na základě zákona Lex Plautia Papiria, všichni svobodní Italové (s výjimkou Předalpské Galie). V roce 212 pak císař Caracalla vydal edikt Constitutio Antoniniana, jímž udělil občanství všem svobodným mužům v římské říši.